# Neopaschia flavociliata
Neopaschia flavociliata är en fjärilsart som beskrevs av Antonius Johannes Theodorus Janse 1922. Neopaschia flavociliata ingår i släktet Neopaschia och familjen mott. Inga underarter finns listade i Catalogue of Life.